# Boca do Acre
Boca del Acre es un municipio brasileño localizado en el interior del estado del Amazonas. Perteneciente a la Mesorregión del Sur Amazonense y Microrregión de Purus, su población, en consonancia con estimativas del Instituto Brasileño de Geografía y Estadística (IBGE) en 2016, era de 33,840 habitantes. Recibió ese nombre por localizarse en la desembocadura del río Acre en el río Purus.

## Historia
La ciudad de Boca del Acre nació en la confluencia de los ríos Acre y Purus. El 3 de febrero de 1878 desembarcó en la región el navío Anajás, de propiedad de la Compañía de Navegación del Río Amazonas, bajo el mando del piloto Carepa, siendo el jefe de la expedición el comendador João Gabriel de Carvalho y Melo, viniendo con el mismo 56 cearenses, un amazonense, un paraense, un piauiense y un portugués.
El comendador João Gabriel de Carvalho y Melo, cearense que ya había adquirido fortuna en la explotación de la goma, en los seringais del Bajo Purus, vino a explorar las tierras donde está situado hoy el municipio de Boca del Acre, hasta entonces desconocidas. El comendador y sus compañeros se localizaron en diversos puntos del territorio que hoy constituye el municipio. En el local donde se halla situada la ciudad, se localizó Alexandre de Oliveira Lima, llamado el Barón de Boca del Acre, el cual exploró grandes áreas de tierras. En la localidad de Vila de Floriano Peixoto (ex-Antimari), donde fue primitivamente la sede del municipio, se localizaron Antônio Escolástico de Carvalho y Firmino Alves de Santos. La región era entonces habitada por los indios apurinãs, jamamadis, catukinas, jumas, palmaris y mamoais.
El 22 de octubre de 1890, por el Decreto Provincial n.º 67, son creados municipio y comarca, con la denominación de Antimarí.
En 10 de abril de 1891, por la Ley n.º 95, fue creada la comarca del municipio.
En 28 de enero de 1895 por la Ley Provincial n.º 110, son extintos el municipio y la comarca.
En 15 de mayo de 1897, por la Ley Provincial n.º 166, ambos son restablecidos, pero con nueva denominación: Floriano Peixoto, verificándose su reinstalación a 1 de agosto del mismo año.
El 18 de septiembre de 1902, por la Ley Municipal n.º 8, es creado el distrito de Boca del Acre.
El 5 de noviembre de 1921, por la Ley Provincial n.º 1.126, es suprimida nuevamente la Comarca de Floriano Peixoto.
El 4 de enero de 1926, por la Ley Provincial n.º 1.233, es restaurada Comarca de Floriano Peixoto.
El 2 de mayo de 1934, por el Acto n.º 3.462, la sede del municipio es transferida para el distrito Boca del Acre, que recibió la categoría de villa. El 31 de marzo de 1938, por el Decreto-Ley Provincial n.º 68, el municipio de Floriano Peixoto pasa a denominarse Santa Maria de la Boca del Acre. En virtud del Decreto-Ley n.º 176, de 1 de diciembre del mismo año, que fijó el cuadro territorial del Estado en 1943, el municipio y el Distrito de Santa Maria de la Boca del Acre pasaron a denominarse simplemente Boca del Acre.
Localizado en tierras bajas, las circunstancias naturales obligaron el entonces gobernador del Estado, coronel Valter de Andrade, a transferir la sede del municipio para el Platô del Piquiá, con alusión a una nueva ciudad, que se llamaría de Valterlândia en homenaje a su fundador.
En la década de los 70, el municipio atravesó una fase de grandes transformaciones: poblacional y económica. La carrera por nuevas tierras, podría ser para los que veían sólo sur, sudeste y centro-oeste, un nuevo el dorado. El Banco de Brasil se instaló en el municipio, ofertando la realización de los sueños de la producción. La explotación de la castanha y de la goma, en decadencia, pero aún viva, se mezclaba al embalo financiero, traído por las inversiones de los nuevos habitantes.
Las constantes inundaciones sufridas anualmente en la Ciudad de Boca del Acre, debido a las llenas de los ríos Purus y río Acre, el Gobernador del Amazonas João Walter de Andrade, que gobernó el Estado entre 1971 a 1975, mandó hacer una nueva Ciudad localizada a 7 km de Boca del Acre. El local escogido fue el Platô del Piquiá, tierra firme y lejos de las inundaciones, así fue elaborada una Ciudad bien planeada quedando a cargo de la SETRAM (Secretaría de Estado de Transportes del Amazonas) el arreglo y servicio de drenaje para aguas pluviais. El servicio de drenaje quedó a cargo de Jone Uchôa Carneiro, Topógrafo, que en 90 días concluyó tales servicios. A pesar del esfuerzo del Gobernador en quitar a la población de las tierras inundadas, casi que nadie aceptó cambiar, sufriendo así las constantes inundaciones de los ríos.

## Geografía
- Temperatura media: 30 °C
- Acceso: Vía Terrestre, Vía Fluvial
- Vegetación dominante: clasificada como selva tropical densa.
- Hidrografía: la red hidrográfica del municipio pertenencia a la cuenca del río Purus, que tiene como afluentes principales los ríos Inauini y Pauini, además de varios igarapés, todos al margen izquierdo. De entre los igarapés se pueden destacar el Capana, Son Francisco, Igarapé Negro, Son Domingos y Igarapé Grande.

## Economía
La economía de Boca del Acre se basa en la pecuaria. El municipio no presenta significativas industrias y posee un sector de servicios poco desarrollado, característico de subdesarrollo. Aun siendo municipio del Amazonas, es altamente dependiente de la capital del Acre, Río Blanco.

## Población
Con una población de 33 840 habitantes, en consonancia con datos del IBGE, posee un nivel regular de desarrollo humano, comparado a otros municipios del estado del Amazonas. Este hecho es explicado debido a la gran cantidad de habitantes de clase media, no siendo encontrado allá ni riqueza y ni miseria.

## Eventos
- Arraial de la Parroquia de São Pedro (realizado el mes de junio)
- Festival de Playa (Realizado el mes de agosto)
- Festival de la Canción Inédita del Purus – FECAP (cuando es realizado)
- Aniversario del Municipio (21 a 22 de octubre)
- Fiesta de la Iglesia Asamblea de Dios (realizado el mes de agosto)
- ExpoBoca (entre junio a julio)
- Fiesta del Club Chico de la Goma
- Fiesta del Club Nazirete.
- Fiesta del Bar del Lago (punto Turístico de Boca del Acre).
- Vigilhão de la Iglesia Asamblea de Dios.